# 黄漆姑属
黄漆姑属又名二歧草属，是真双子叶植物菊类植物分支黄漆姑目下唯一科黄漆姑科下唯一属，只有5-8种，分布在非洲和印度。
本属植物为一年生或二年生直立草本或灌木，单叶对生，无托叶；花小，组成花序，花瓣5数；果实为蒴果。
1981年的克朗奎斯特分类法将其列在虎耳草科中，1998年根据基因亲缘关系分类的APG 分类法认为应该单独分为一个科，但无法列在任何一个目中，直接放到I类真菊分支之下。2016年的APG IV 分类法在唇形类植物（I类真菊）分支下另立一黄漆姑目，只包含黄漆姑科。